# Galen (kráter)

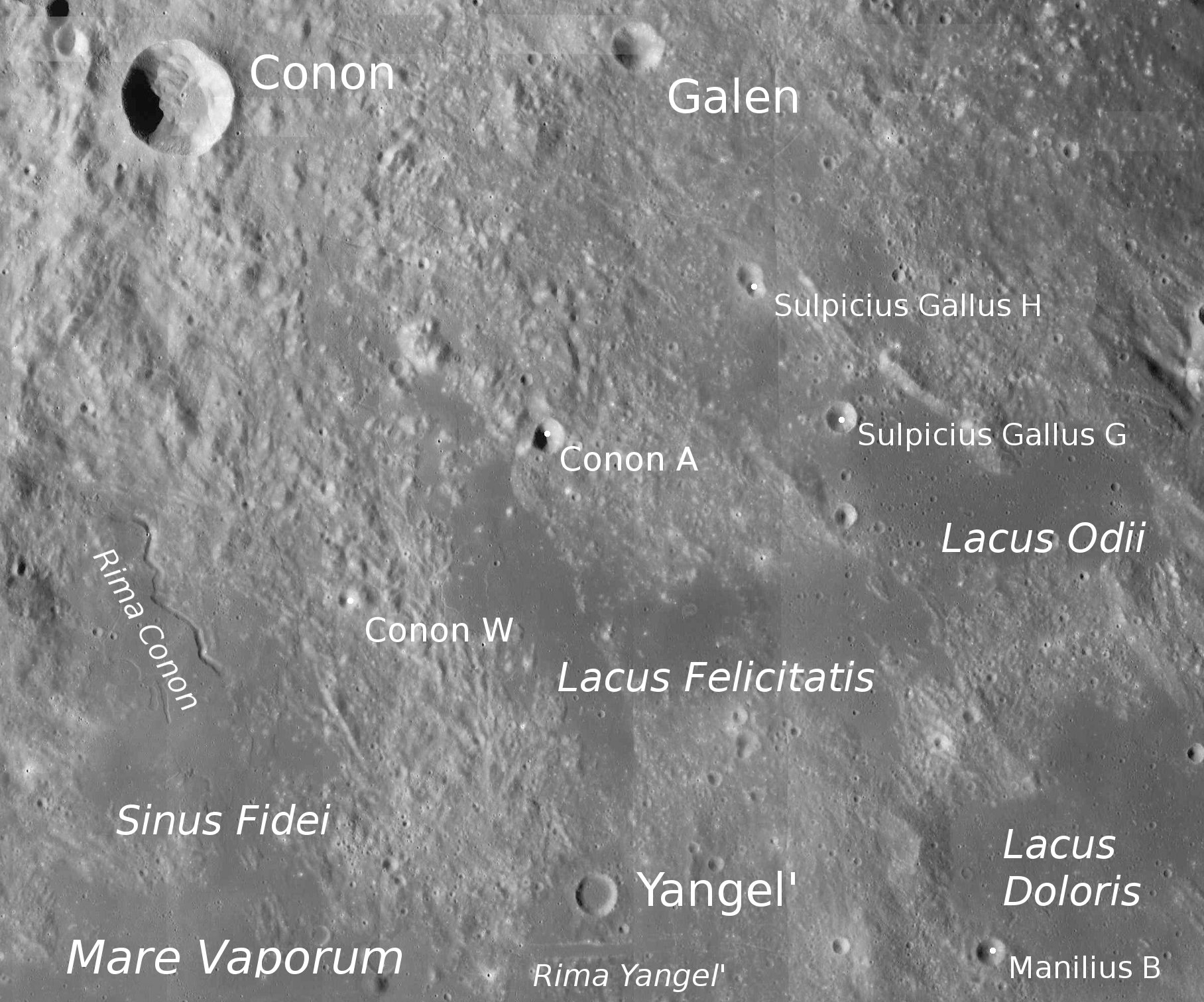
Kráter Galen a okolí.

Galen je nevelký impaktní kráter nacházející se nedaleko východního úpatí pohoří Montes Apenninus (Apeniny) na přivrácené straně Měsíce. Má průměr 10 km, pojmenován je podle starořeckého lékaře Galéna. Má přibližně kruhový tvar. Než jej Mezinárodní astronomická unie v roce 1973 přejmenovala, nesl název Aratus A.
Severoseverozápadně leží kráter Aratus, západně větší Conon. Jihovýchodně se z terénu zvedá pohoří Montes Haemus, za nímž se rozprostírá plocha Mare Serenitatis (Moře jasu).